# 好人好姐
《好人好姐》（英語：Sorina Fok）是由香港電視娛樂旗下ViuTV所製作的一套電視劇，於2020年1月23日首播，全劇共15集，由劉美君、江若琳、江芷銦、沈震軒、張建聲、雨僑、羅霖主演。
劇名「好人好姐」取自於粵語俗語，大概的意思是「良好品格的人」，通常會以「好人好姐就唔會…」批評一些不良行為。
本劇在2018年12月開拍，原本是ViuTV首套一小時連續劇集，但拍攝完畢後卻延至2020年農曆新年前播映，「雪藏期」長達一年多。
這部亦是首部劉美君親自監製的電視劇集。

## 故事大綱
以下大綱出自ViuTV網站，但與劇情有出入
何美好，美籍華人，人稱「好姐」。54歲的好姐保養得宜，祟尚自然，在國外生活經常被誤以為是三十出頭、秀色可餐的待嫁中女。一年前，好姐丈夫因病離世後，懷疑自己患上雙重人格症，內心經常出現黑暗面，自我掙扎矛盾；隻身在外的好姐不甘寂寞，毅然回港定居，希望跟女兒互相照應，也希望對病情有所改善。本劇集嘗試探討女方比男方年長的忘年戀關係，與及以輕鬆手法描寫單親家庭的日常、香港社會鄰里之間的冷漠感等等。

## 演員表

### 霍家
| 演員            | 角色       | 備注 |
| 劉美君          | Sorina Fok | 傻福（李婆婆專稱） 傻姨姨（孤兒院兒童專稱） 阿婆（Kris對其不滿時稱呼） 娜姐（同事稱呼） 54歲，美籍華人，保養得宜，常被誤會只有30餘歲 Jen之生母，Kris之親生祖母，前夫姓黃 在Jen十六歲時和其生父離婚回到洛杉磯，任Archi L.A市場部總經理，後辭職照顧患肌肉萎縮症的另一半Michael 於第1集在Michael逝世後從洛杉磯回流返港，同集被Andy誤會為妓女並險被強姦，向Jen控訴不果 於第2集意外和Kris撞見Andy借私影為由外遇，兩人後於Andy之私人Instagram帳戶蒐集其外遇證據向Jen控訴，但因Andy之花言巧語而失敗 於第3集從Andy之電話單找到其大陸妻子之電話，借Andy中獎為由將其引來香港，再在約定地點引其交出結婚證書，令Jen接受其被騙事實 於第5集得知Kris失蹤，於第6集與Jen及Eric分別前往離島及Kris常去之郊野公園尋找Kris不果 於第6集在長洲西園尋獲Kris |
| 江若琳          | Jen Wong   | Sorina之生女，Kris之生母，生父姓黃 早年因父母離異而憎恨Sorina，並因得不到家庭溫暖而產生錯誤的愛情觀，導致其經歷過幾段愛情，更令Kris被迫變得極度獨立及產生錯誤的愛情觀 第2集看見Andy外遇證據而崩潰，後在其的花言巧語下原諒其 在第3集看見Andy之結婚證書後被迫接受事實而徹底崩潰 於第5集意外得知Kris有男友，同集得知Kris失蹤，後在第6集和Sorina於離島尋找不果 於第8集因在相親時再次遇見Andy而出手打他被捕，後獲釋 於第9集參加由李婆婆牽頭的相親尋找對象不果 於第11集被Sorina委託為思晨同事帶來自家飯菜時和Eric見面後便迷戀其，之後亦經常借送飯為由刻意製造和Eric見面的機會 於第15集前往韓國工作假期一年，途中結識到Oscar，最後共結連理                                                                                                 |
| 江芷銦          | 張君賢     | Kris Sorina之外孫女，Jen之生女 於第2集意外和Sorina撞見Andy借私影為由外遇，後在TJ協助下駭進Andy之私人Instagram帳戶蒐集其外遇證據向Jen控訴，但因Andy之花言巧語而失敗 於第3集從Andy之電話單找到其大陸妻子之電話，借Andy中獎為由將其引來香港，再在約定地點引其交出結婚證書，令Jen接受其被騙事實 於第5集被學校老師控訴亂搞男女關係，意外令Sorina及Jen發現她有男朋友，同集與TJ「私奔」 於第6集被TJ盜走300元後被拋棄，後被Sorina尋獲 |
| 蕭潤邦 （客串） | Oscar      | 在港開設生煎包專門店 於第15集結識Jen，最後共諧連理 （註：蕭潤邦是江若琳在現實世界的伴侶，片尾結婚片段也是兩人在現實世界的婚禮片段） |

### 思晨
廣告公司，卡士之主要對手。
| 演員              | 角色       | 備注 |
| 沈震軒            | 蔡思豪     | Eric 廣告界Brad Pitt 蔡總(客戶專稱) 思晨之創意總監(老闆) 於第4集誤會和羞辱Sorina而令其遭其他同事取笑 於第7集將《IE10》招商交流會交給Sorina負責，後因其出色表現而讓其提早通過試用期並晉升其為自己的特別私人助理 於第9集因項目《IE10》招標內容被雙雙洩漏給對手抄襲而大受打擊，繼而請假3日失蹤，後在九龍城舊居天台被Sorina尋獲，並在兩人聊天時向其道出失去《IE10》會令公司需裁走三分之二員工的事實 同集被Sorina帶到孤兒院和兒童玩耍開解，亦漸漸對其產生好感 第10集因在開會時口出惡言，令Jojo、Maymay、Louis、阿峰在連日工作下不堪受壓而請假罷工，後接納Sorina建議寫道歉信向他們道歉後和好 於第11集得知雙雙是內奸，但拒絕了她的辭職申請並原諒她 於第13集向Sorina表白後被接受成為戀人 於第14集被母親發現其與Sorina之關係，隨即被棒打鴛鴦 於第15集和Sorina終成眷屬 |
| 劉美君            | Sorina Fok | 於第4集進入思晨任Eric之秘書助理，認識了雙雙、Jojo和Maggie並迅速成為好友 同集被Eric誤會和羞辱而遭其他同事取笑，更開設賭局打賭她會因而辭職，後因她繼續上班令他們於賭局中落敗而被他們在背後中傷 於第5集受蔡母所託照顧Eric 於第7集被Eric委任負責《IE10》招商交流會，因其前Archi L.A市場部總經理的身份成功帶領同事並因在招商交流會的出色表現於第8集提早通過試用期並被晉升為Eric之特別私人助理，但亦被雙雙妒忌 於第9集尋獲因計畫被盜而大受打擊的Eric，和其聊天後將其帶到孤兒院和兒童玩耍開解 於第13集被Eric表白後接受其成為戀人 於第14集被蔡太發現其與Eric之關係，隨即被棒打鴛鴦，後辭職 於第15集和Eric終成眷屬 參見霍家 |
| 雨僑              | Maggie     | 人事部主管 聲稱公司所有人事和內部鬥爭都瞞不過她 於第10集調查將《IE10》計畫洩漏出去的內奸 |
| 黎澤恩            | Kar        | Eric之秘書，Sorina之上司 老婆奴，人前人後稱呼妻子為「皇后」 常與Eric打乒乓球 |
| 江宏基            | Louis      | 創作部主任，於思晨任職四年 JoJo、MayMay、阿峰等人的前輩 |
| 林熹瞳 (本劇編審) | 霜霜       | 創作部員工 從小暗戀Eric，一直追隨他至思晨 於第6集被Raymond企圖挖角，但其拒絕 於第7集撞見Sorina出於本能反應替Eric抹嘴而吃醋，兩人瀕臨絕交，經解釋後又和好 於第8集因妒忌Sorina而將《IE10》項目內容透露給Raymond，後因鑄成大錯而感內疚 於第11集向Eric道出自己就是內奸後提出辭職，但被拒絕並被原諒 |
| 郭奕芯            | Jojo       | 廣告部員工 |
| 符曦月            | MayMay     | 創作部員工 |
| 陳晨              | Ceci       | 創作部員工 |
| 梁啟倫            | 阿峰       | 創作部員工 |

### 卡士
廣告公司，視思晨為敵。
| 演員   | 角色         | 備注 |
| 艾威   | Raymond Suen | 卡士老闆，處事手法下流 於第4集以美色及十年合約將劉總從思晨挖角過來 第6集企圖以利益將雙雙從思晨挖角，但被拒絕 第8集到思晨之招商交流會搗亂，後因Sorina出色的臨場表現，失敗而回 於第8集被妒忌Sorina的雙雙主動約出，獲得《IE10》內容後抄襲並比思晨早一步投標，令思晨幾乎被擊潰 |
| 趙覺超 | Dave Yeung   | Raymond的私人助理 雙雙的初中同學 於第8集被雙雙主動約出獲得《IE10》項目內容 |

### 傻福甜點
網購甜品店，於第15集Sorina離開思晨後開設
| 演員   | 角色       | 備註 |
| 劉美君 | Sorina Fok | 傻福甜點的創辦人，負責製作糕點 於第15集義賣糕點為孤兒院籌款                                                                                                |
| 李影   | 李婆婆     | 霍家的鄰居，結識後成為好友 經常開解Sorina並教導她許多令家人和睦相處的道理 非常照顧Sorina及其孫女 於第9集牽頭為Jen辦一場相親 在傻福甜點裡協助Sorina製作甜品 |
| 陳澄騫 | 周太       | 霍家鄰居，為人冷漠 負責傻福甜點之文書工作 |

### 其他
| 演員   | 角色   | 備注 |
| 張建聲 | 劉家華 | Andy 情場騙子，目的是將在內地的妻子接來港生活 於第1集將Sorina誤會為妓女險將其強姦 於第2集險被揭發其外遇，之後靠花言巧語化險為夷 於第3集因其結婚證書被Jen看見，終被揭發外遇一事 於第8集在相親活動中尋找新目標時再遇見Jen而被打 |
| 羅霖   | Zoey   | Sorina在美國結識的前生意搭檔，因在美國中樂透頭獎而提早退休 於第10集應Sorina邀請，義務到思晨救亡 個性調皮，迷戀Kar，經常對其毛手毛腳                                                                                           |
| 陳曼娜 | 蔡太   | Eric之母親 於第5集託Sorina照顧Eric 於第9集為Sorina提供線索助她尋獲Eric 於第14集發現其子與Sorina發展忘年戀，隨即棒打鴛鴦 於第15集眼見Eric因情困而假裝變成另一個人，心感內疚，約Sorina見面和表示包容他倆的愛情                  |
| 湯寶如 |        | 孤兒院院長 |
| 吳日言 | Kitty  | 孤兒院員工 於第四集推介Sorina於思晨工作 |
| 袁嘉敏 |        | |
| 王家敏 |        | |
| 莊端兒 |        | 皇后(Kar專稱) Kar之妻子 於第15集與丈夫偶遇Sorina，當時正懷孕待產 |
| 雄仔   | Philip | Coco Mara的高層，被Raymond賄賂要求在董事會上以自己三票的優勢將公司的廣告計劃給予卡士 |

## 每集列表
| 集數 | 首播日期      | 標題                   | 備註   |
| ---- | ------------- | ---------------------- | ------ |
| 01   | 2020年1月23日 | 突然回港搞出大烏龍     |        |
| 02   | 2020年1月24日 | 情場騙子               |        |
| 03   | 2020年1月27日 | 騙子落荒而逃           |        |
| 04   | 2020年1月28日 | 職場第一天遇上變態老闆 |        |
| 05   | 2020年1月29日 | 一波未平一波又起       |        |
| 06   | 2020年1月30日 | 重回軌道               |        |
| 07   | 2020年1月31日 | 醋意大發               |        |
| 08   | 2020年2月3日  | 重修舊好               |        |
| 09   | 2020年2月4日  | Eric大受打擊           |        |
| 10   | 2020年2月5日  | 重新振作               |        |
| 11   | 2020年2月6日  | 秘密武器               |        |
| 12   | 2020年2月7日  | 愛慕之情               |        |
| 13   | 2020年2月10日 | 前所未有的距離         |        |
| 14   | 2020年2月11日 | 忘年戀的衝擊           |        |
| 15   | 2020年2月12日 | 雨過天青               | 大結局 |

## 評價
直至2022年2月上旬，此劇在豆瓣網的評分為6.4分，共有120人評價。

## 外部連結
- ViuTV《好人好姐》官方節目重溫（页面存档备份，存于）
- 豆瓣电影上《好人好姐》的資料 （简体中文）

## 節目變遷
| 香港 ViuTV 逢星期一至五 21:30－22:30   | 香港 ViuTV 逢星期一至五 21:30－22:30                                                                               | 香港 ViuTV 逢星期一至五 21:30－22:30 |
| -------------------------------------- | --- | ------------------------------------ |
|                                        | 好人好姐 （2020年1月23日－2020年2月12日）                                                                          |                                      |
| 黑市 （2019年12月25日－2020年1月22日） | 性敢中環（21:30－22:00） （2020年2月13日－2020年2月28日）向西聞記（22:00－22:30） （2020年2月13日－2020年2月28日） |                                      |

| 加拿大 新時代1台 星期六 21:45－23:30 · 2020年3月21日 21:45－22:35                                | 加拿大 新時代1台 星期六 21:45－23:30 · 2020年3月21日 21:45－22:35 | 加拿大 新時代1台 星期六 21:45－23:30 · 2020年3月21日 21:45－22:35 |
| ------------------------------------------------------------------------------------------------ | ----------------------------------------------------------------- | ----------------------------------------------------------------- |
|                                                                                                  | 好人好姐 （2020年2月1日－2020年3月21日）                          |                                                                   |
| 金鼠賀歲迎新春（21:20－22:15） （2020年1月25日）保良愛心慶新春（22:15－23:30） （2020年1月25日） | 想暫停的瞬間 （2020年3月28日－2020年6月6日）                      |                                                                   |